# Ojmiakon
Ojmiakon (ros. Оймякон, jakuc. Өймөкөөн) – wieś (ros. село, trb. sieło) w rosyjskiej Jakucji (wschodnia Syberia), w ułusie ojmiakońskim nad Indygirką. Miejscowość liczy 521 mieszkańców (2001). Ojmiakon jest najzimniejszą stale zamieszkałą wioską na świecie.

## Charakterystyka
Nazwa Ojmiakon w języku jakuckim oznacza „niezamarzającą wodę”, co jest nawiązaniem do pobliskich gorących źródeł. Pozwoliły one na założenie wsi, pomimo wiecznej zmarzliny.

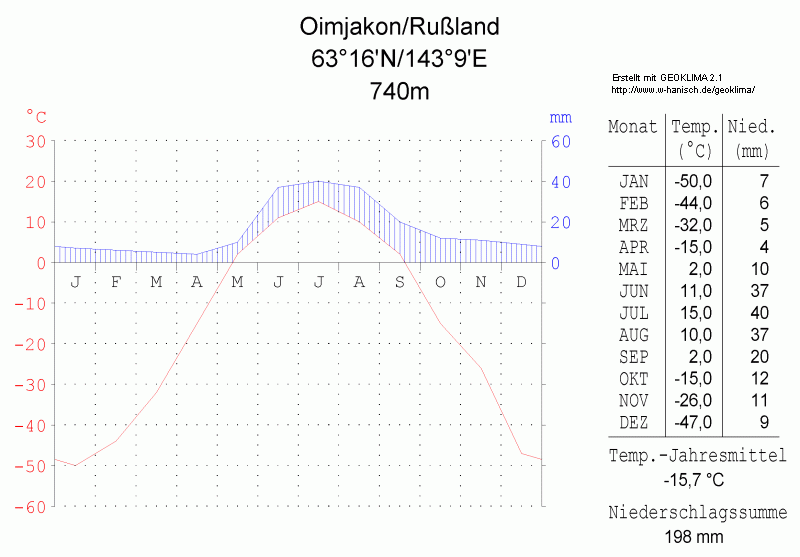
Diagram przedstawiający średnie wieloletnie temperatury poszczególnych miesięcy w Ojmiakonie oraz poziom opadów

Ojmiakon nazywany był często biegunem zimna, gdyż odnotowano tu do niedawna najniższą na półkuli północnej temperaturę powietrza. 26 stycznia 1926 termometry wskazały –71,2 °C. Jest to również druga po wiosce Tomtor temperatura powietrza na kuli ziemskiej, jaką zanotowano w miejscowości ze stałą, całoroczną ludnością. Odnotowano tu także najwyższą roczną amplitudę temperatur równą 104 °C (–71 °C; 33 °C). Niższe temperatury spotykane są jedynie w innej wiosce Tomtor, gdzie termometry w styczniu 2004 roku wykazały –72,2 °C i na niezamieszkanej przez stałą ludność Antarktydzie.
Obecna stacja meteorologiczna znajduje się na wysokości 750 m n.p.m., w dolinie leżącej między Ojmiakonem a Tomtorem.

## Galeria

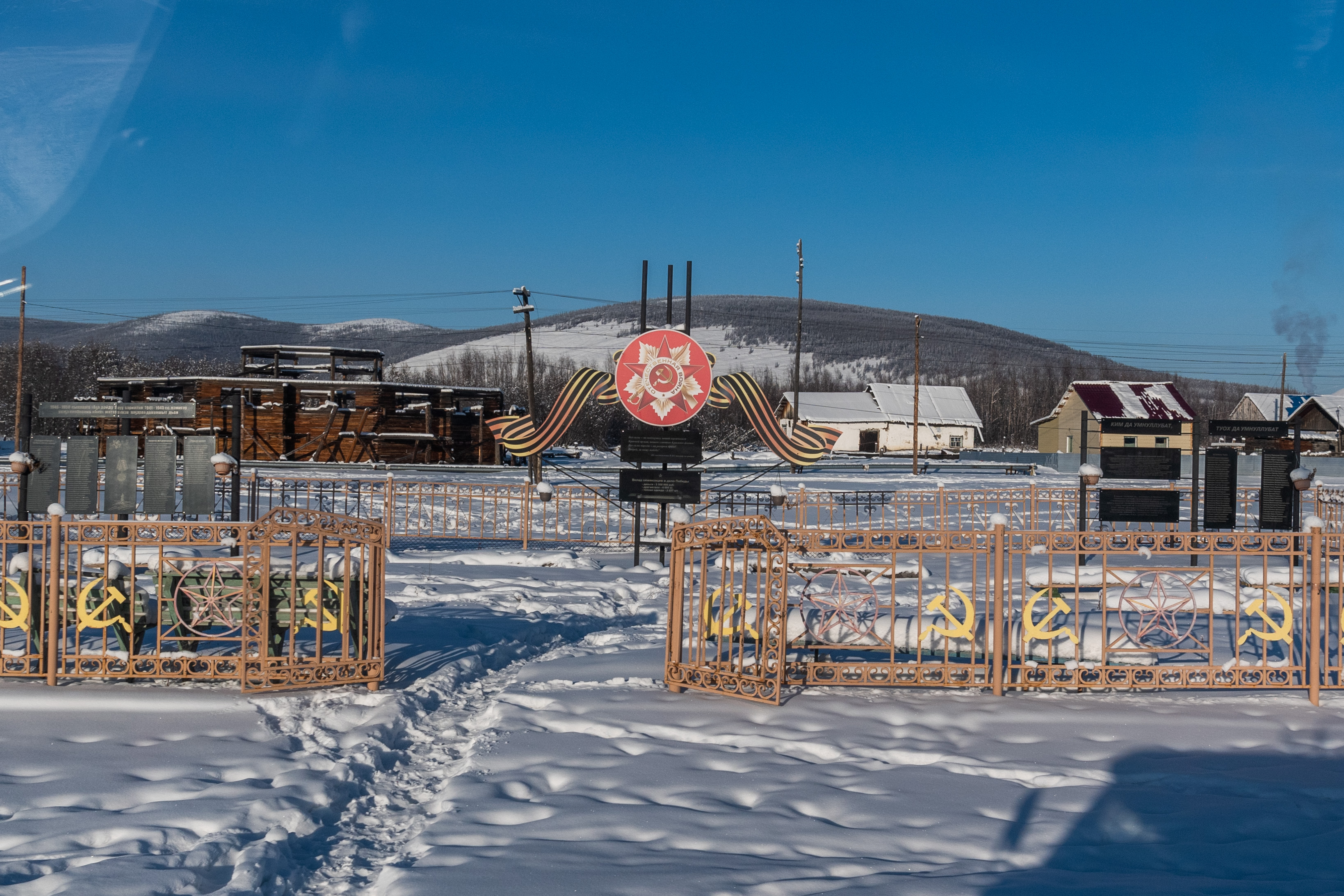
Monument "Wielka wojna ojczyźniana", 2019
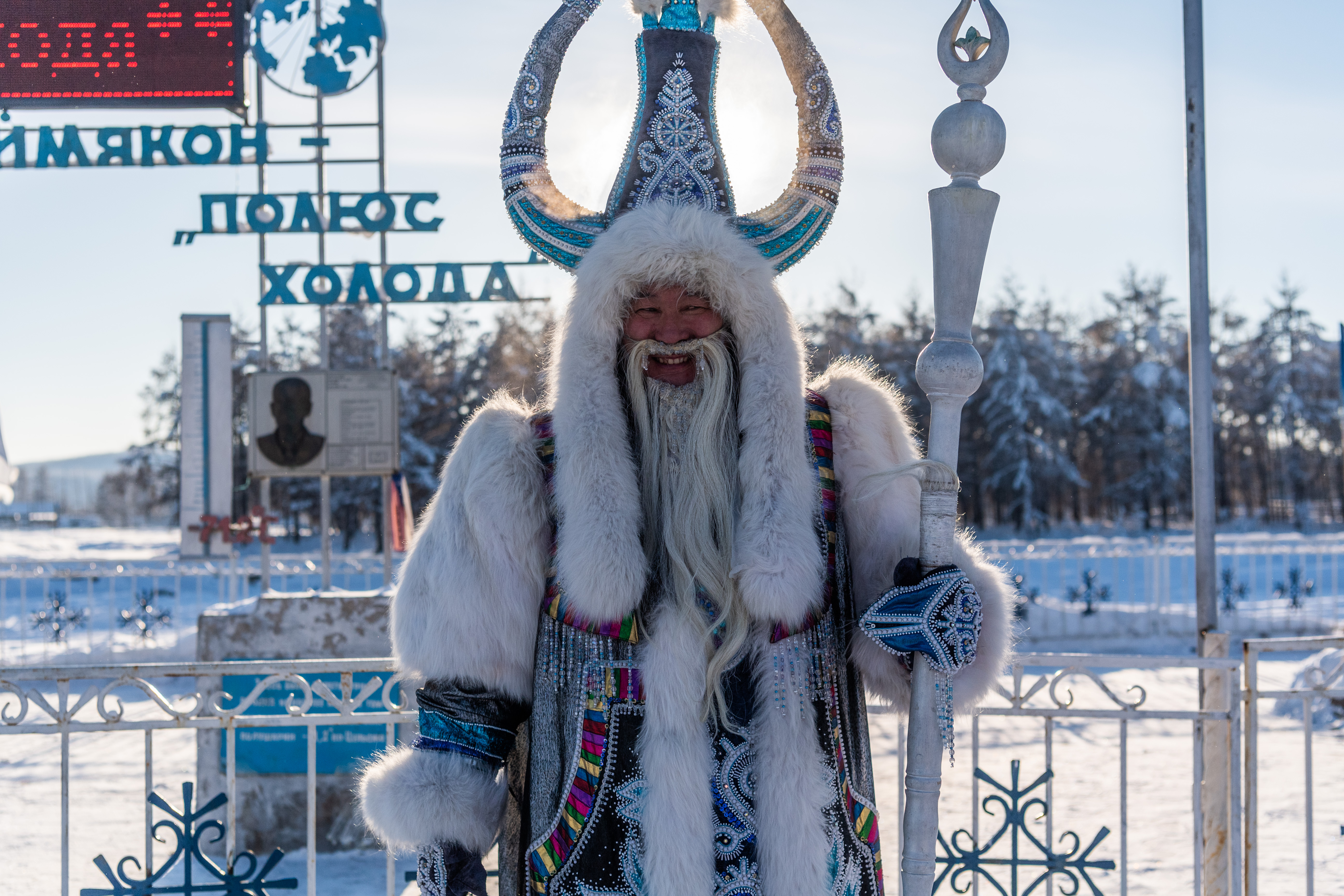
Ajaz Ata (śnieżny dziadek), jakucki odpowiednik świętego Mikołaja
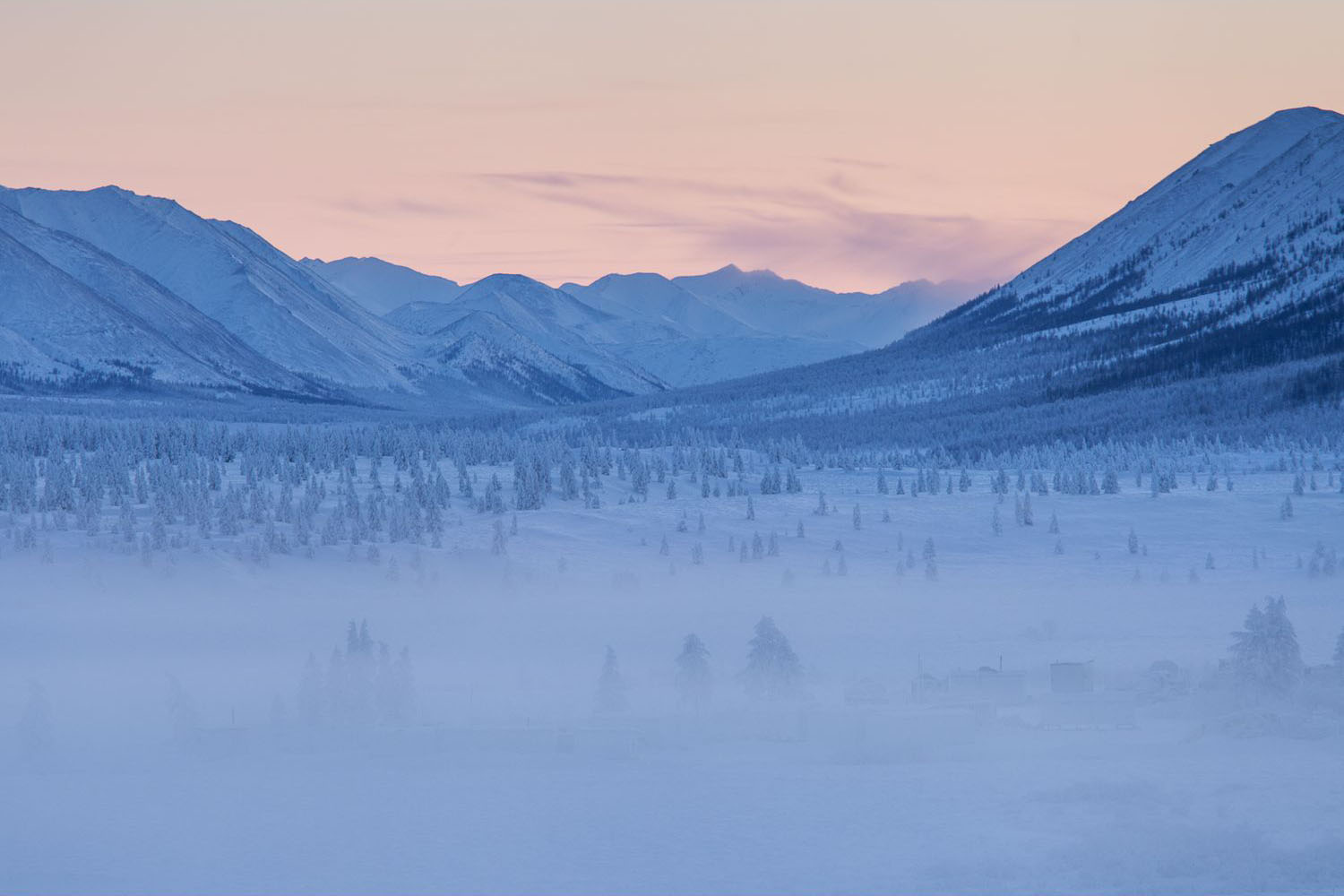
Krajobraz w okolicy Ojmiakonu
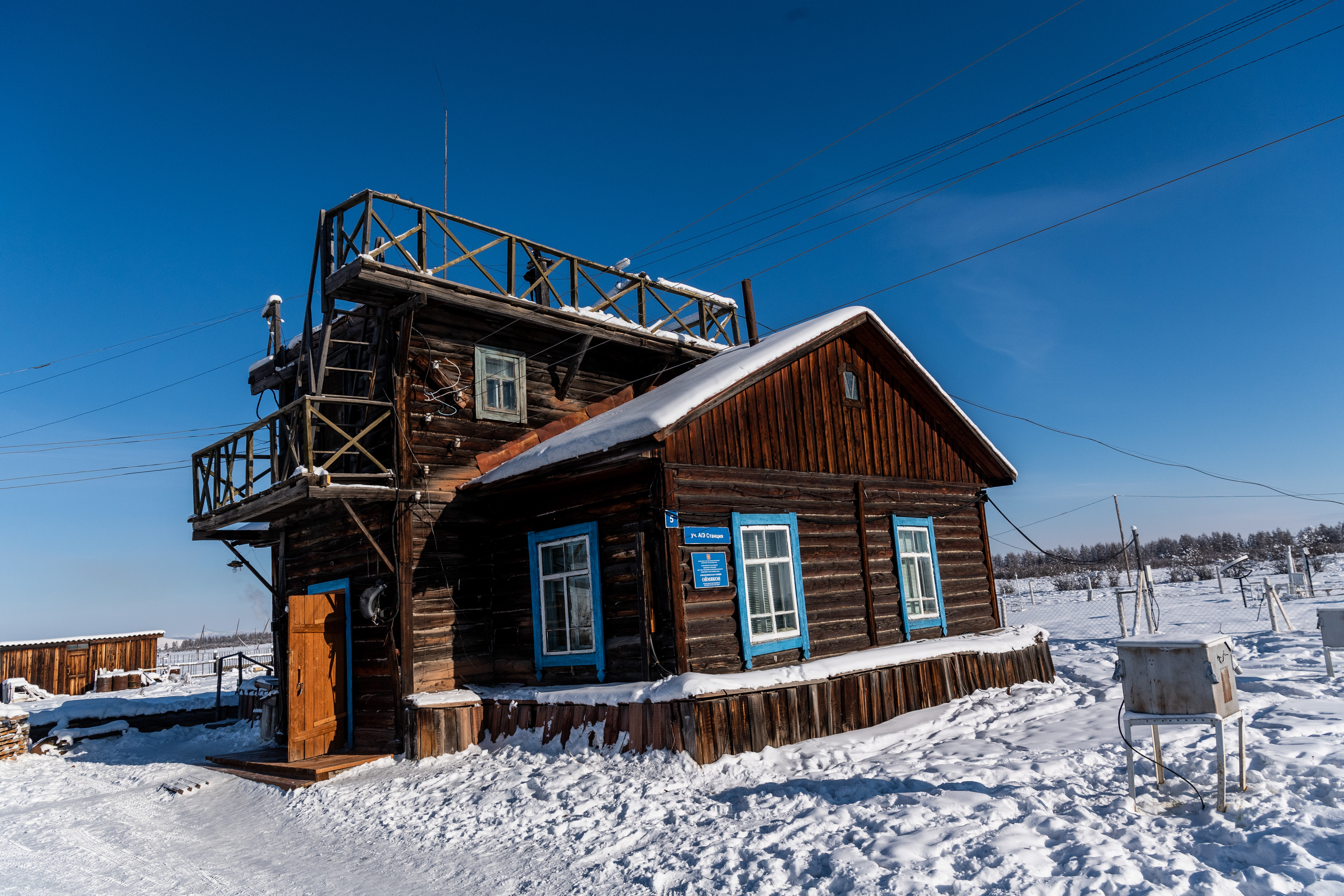
Stacja metereologiczna
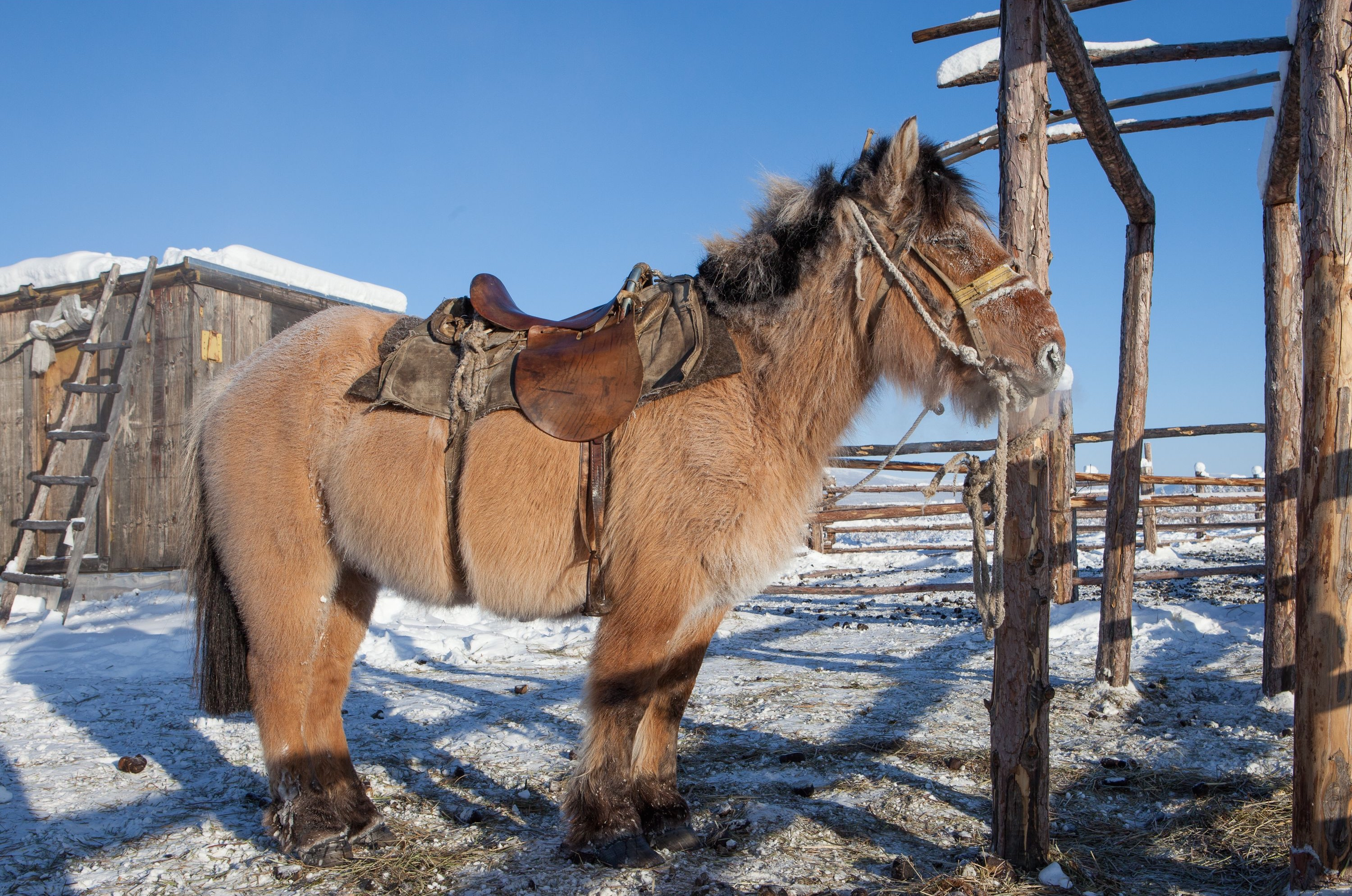
Koń jakucki w Ojmiakonie